# Анхель Ньєто
А́нхель Ньє́то Ролда́н (ісп. Ángel Nieto Roldán; 25 січня 1947, Самора, Кастилія-і-Леон, Іспанія — 3 серпня 2017) — іспанський мотогонщик, багаторазовий чемпіон світу з шосейно-кільцевих мотогонок MotoGP. Маючи в активі 90 перемог на етапах серії Гран-Прі, є третім найуспішнішим гонщиком серії MotoGP, поступаючись лише італійцям Джакомо Агостіні та Валентіно Россі.
Семиразовий чемпіон світу у класі 125cc та шестиразовий у класі 50 сс.

## Біографія
Хоча Анхель Ньєто спеціалізувався на малокубатурних класах (50, 80 та 125 см³), проте багато його колег-гонщиків, у тому числі екс-чемпіон світу Баррі Шин, вважають його одним з найкращих мотогонщиків всіх часів. Кар'єру мотогонщика закінчив в 1986 році у віці 39 років, загалом вигравши 90 Гран-Прі (третє місце в історії після 122 перемог Джакомо Агостіні та 105 Валентіно Россі) і 13 титулів чемпіона світу (другий після Джакомо Агостіні з 15 перемогами).
Відомий своєю забобонністю, наприклад, він волів називати кількість своїх титулів як «12+1».
Пізніше він працював у команді MotoGP зі своїм сином, Анхелем Ньєто молодшим та Еміліо Альзаморою, який виграв у 1999 році чемпіонат світу в класі 125 см³.

## Вшанування спортсмена
У знак поваги до досягнень Анхеля Ньєто, його іменем названий один з поворотів траси Херес? у Мадриді існує його музей, а у 2000 році Міжнародна мотоциклетна федерація визнала спортсмена «легендою» Гран-Прі.

## Досягнення
- У списку 40-ка найкращих мотогонщиків усіх часів за версією Міжнародної мотоциклетної федерації Анхель Ньєто займає 2-ге місце[6].

## Цікаві факти
18 травня 2008 року на Гран-Прі Франції у Сарті Анхель Ньєто оригінально привітав Валентіно Россі з 90-ю перемогою на етапах серії Гран-Прі. Ньєто одягнув спеціальну сорочку та сів за кермо мотоцикла Россі, тоді як Валентіно сів на місце пасажира і взяв прапор з написом «90+90», що символізувало однакову кількість перемог обох гонщиків. Таким чином вони проїхали коло пошани.

## Статистика виступів

### MotoGP

#### У розрізі сезонів
Система нарахування очок, що діяла у 1950—1968 роках:
| Місце | 1 | 2 | 3 | 4 | 5 | 6 |
| Очки  | 8 | 6 | 4 | 3 | 2 | 1 |

Система нарахування очок, що діяла з 1969 року:
| Місце | 1  | 2  | 3  | 4 | 5 | 6 | 7 | 8 | 9 | 10 |
| Очки  | 15 | 12 | 10 | 8 | 6 | 5 | 4 | 3 | 2 | 1  |

| Сезон  | Клас   | Мотоцикл     | Гонки | Перемоги | Подіуми | Поули | Очки | Місце |
| ------ | ------ | ------------ | ----- | -------- | ------- | ----- | ---- | ----- |
| 1964   | 50cc   | Derbi        | 1     | 0        | 0       | 0     | 2    | 10    |
| 1965   | 50cc   | Derbi        | 1     | 0        | 0       | 0     | 2    | 12    |
| 1966   | 50cc   | Derbi        | 1     | 0        | 0       | 0     | 3    | 6     |
| 1967   | 50cc   | Derbi        | 4     | 0        | 1       | 0     | 12   | 4     |
| 1968   | 50cc   | Derbi        | 2     | 0        | 2       | 0     | 10   | 4     |
| 1969   | 50cc   | Derbi        | 6     | 2        | 6       | 0     | 76   | 1     |
| 1970   | 50cc   | Derbi        | 8     | 5        | 7       | 0     | 87   | 1     |
| 1970   | 125cc  | Derbi        | 5     | 4        | 5       | 0     | 72   | 2     |
| 1971   | 50cc   | Derbi        | 7     | 3        | 7       | 0     | 69   | 2     |
| 1971   | 125cc  | Derbi        | 6     | 5        | 6       | 0     | 87   | 1     |
| 1972   | 50cc   | Derbi        | 6     | 3        | 6       | 0     | 69   | 1     |
| 1972   | 125cc  | Derbi        | 7     | 5        | 7       | 0     | 97   | 1     |
| 1973   | 125cc  | Morbidelli   | 4     | 0        | 4       | 0     | 46   | 7     |
| 1974   | 125cc  | Derbi        | 5     | 2        | 4       | 3     | 60   | 3     |
| 1975   | 50cc   | Kreidler     | 8     | 6        | 8       | 1     | 75   | 1     |
| 1976   | 50cc   | Bultaco      | 7     | 5        | 7       | 0     | 85   | 1     |
| 1976   | 125cc  | Bultaco      | 6     | 1        | 5       | 3     | 67   | 2     |
| 1977   | 50cc   | Bultaco      | 7     | 3        | 7       | 4     | 87   | 1     |
| 1977   | 125cc  | Bultaco      | 7     | 3        | 5       | 2     | 80   | 3     |
| 1978   | 50cc   | Bultaco      | 1     | 0        | 1       | 0     | 12   | 11    |
| 1978   | 125cc  | Minarelli    | 7     | 4        | 6       | 1     | 88   | 2     |
| 1979   | 125cc  | Minarelli    | 8     | 8        | 8       | 5     | 120  | 1     |
| 1980   | 125cc  | Minarelli    | 6     | 4        | 5       | 1     | 78   | 3     |
| 1981   | 125cc  | Minarelli    | 10    | 8        | 9       | 3     | 140  | 1     |
| 1981   | 250cc  | Siroko Rotax | 1     | 0        | 0       | 0     | 6    | 23    |
| 1982   | 125cc  | Garelli      | 9     | 6        | 7       | 2     | 111  | 1     |
| 1983   | 125cc  | Garelli      | 10    | 6        | 7       | 1     | 102  | 1     |
| 1983   | 250cc  | Yamaha       | 3     | 0        | 0       | 0     | 0    | НК    |
| 1984   | 125cc  | Garelli      | 7     | 6        | 6       | 0     | 90   | 1     |
| 1984   | 250cc  | JJ Cobas     | 1     | 0        | 0       | 0     | 0    | НК    |
| 1985   | 80cc   | Derbi        | 3     | 1        | 1       | 0     | 15   | 9     |
| 1986   | 80cc   | Derbi        | 9     | 0        | 1       | 0     | 45   | 7     |
| 1986   | 125cc  | Ducados      | 3     | 0        | 1       | 0     | 15   | 13    |
| Всього | Всього | Всього       | 176   | 90       | 139     | 34    | 1908 |       |